# Михаїл (Дуткевич)
Михаїл (Дуткевич) (1936 — 21 грудня 2001) — єпископ УАПЦ (до 2001), засновник Української апостольської православної церкви.

## Біографія
Народився в 1936 році. Дияконське і священиче висвячення прийняв в Українському екзархаті РПЦ. На початку 1990-х років приєднався до Української автокефальної православної церкви (УАПЦ).
14 червня 1992 року відбулося висвячення Михаїла у єпископа Білоцерківського і Уманського. У його архієрейській хіротонії брали участь ієрархи УАПЦ: Антоній (Масендич), митрополит Переяславський і Січеславський, Володимир (Романюк), архієпископ Вишгородський, Полікарп (Пахолюк), єпископ Овруцький, вікарій Рівненсько-Житомирської єпархії УАПЦ.
У червні 1992 року єпископ Михаїл увійшов до складу новоствореної Української православної церкви Київського Патріархату і був призначений керуючим Кіровоградською єпархією з титулом єпископ Кіровоградський і Знам'янський. 22 січня 1993 року єпископ Михайло повернувся в УАПЦ, за що 17 лютого 1993 року Священним синодом Київського Патріархату був відсторонений від управління Кіровоградською єпархією та заборонений у священнослужінні «аж до каяття». На наступному засіданні Священного синоду УПЦ КП, який відбувся 9 березня 1993 року, було прийнято рішення про позбавлення єпископа Михаїла священного сану.
Улітку 1993 архієпископ Петро (Петрусь) та єпископ Михаїл (Дуткевич) здійснили хіротонії двох церковних ієрархів — єпископа Луцького і Волинського Феоктиста та єпископа Харківського і Полтавського Ігоря.
У 1997 році єпископ Михаїл на нетривалий час був виключений зі складу ієрархії УАПЦ, але незабаром повернувся в УАПЦ.
У листопаді 2001 року єпископ Білоцерківський і Уманський Михаїл остаточно відокремився від УАПЦ і проголосив утворення нової релігійної організації Українська апостольська православна церква, в якій був наділений титулом «Митрополита-Предстоятеля».
Пішов з життя 21 грудня 2001 року.